# آر-360 نبتون
آر-360 نبتون هو صاروخ جوال مضاد للسفن ينتجه مكتب كييف للتصاميم لوج الحكومي الأوكراني، يمكن أن يطلق من ثلاثه أنواع من المنصات: برية، وبحرية، وجوية.
أُعلِن عن هذا الصاروخ أول مرة في عام 2013. وقد بدأت أولى تجارب الإطلاق لهذا الصاروخ في 22 مارس 2016.

## المهام
الصاروخ الجوال نبتون مُصمم لهزيمة السفن الحربية مثل الطرادات والمدمرات والفرقاطات وسفن الإنزال والنقل، التي تعمل بشكل مستقل أو في مجموعات بحرية ووحدات انزال، بالإضافة إلى الأهداف الساحلية وسط الظروف الجوية المواتية والسلبية في أي وقت من اليوم والسنة تحت نيران نشطة ورد فعل إلكتروني للعدو.

## التصميم
صاروخ نبتون هو النسخة الأوكرانية لصاروخ (كي إج-35) الجوال الروسي المضاد للسفن. يشبه بشكل عام نسخة (كي إج-35 يو)لكن له جسم أطول وبه وقود أكبر ومعزز أكبر وبعض التعديلات الأخرى.

تشير بعض المصادر إلى أنه قبل انهيار الاتحاد السوفيتي، كان من المخطط إنتاج صواريخ (كي إج-35) في أوكرانيا. لكن تطوير الصواريخ سبقت نهاية الحرب الباردة وانهيار الاتحاد السوفيتي. نتيجة لذلك لم يدخل (كي إج-35) الخدمة السوفيتية مطلقًا، وقد تم إنتاجه لأول مرة في روسيا فقط في منتصف التسعينيات.

## المواصفات
من حيث الأداء، يشبه صاروخ نبتون الجوال عمومًا طراز (كي إج-35 يو) الروسي.

يبلغ مداه المخطط له 280 كم ويحمل رأسًا حربيًا عالي الانفجار يبلغ وزنه حوالي 145 كجم.

هذا الصاروخ فعالً ضد السفن التي تصل ازاحتها إلى 5000 طن.

صاروخ نيبتون مزود بنظام ملاحة بالقصور الذاتي مع توجيه بالرادار النشط في المرحلة النهائية من رحلته.

الصاروخ سيحلق بأرتفاع 10-15 متر فوق مستوى سطح البحر. وفي المرحلة النهائية من الرحلة، سوف ينخفض إلى 3-5 أمتار فوق سطح البحر للتغلب على أنظمة الدفاع المعادية.
ويجري حاليا تطوير نظام صواريخ دفاعي ساحلي أوكراني، يحمل صواريخ نبتون. من المخطط أن تكون مبنية على هيكل الشاحنة العسكرية كراز 8×8، وتحمل 4 صواريخ لكل مركبة إطلاق.

## معرض الصور

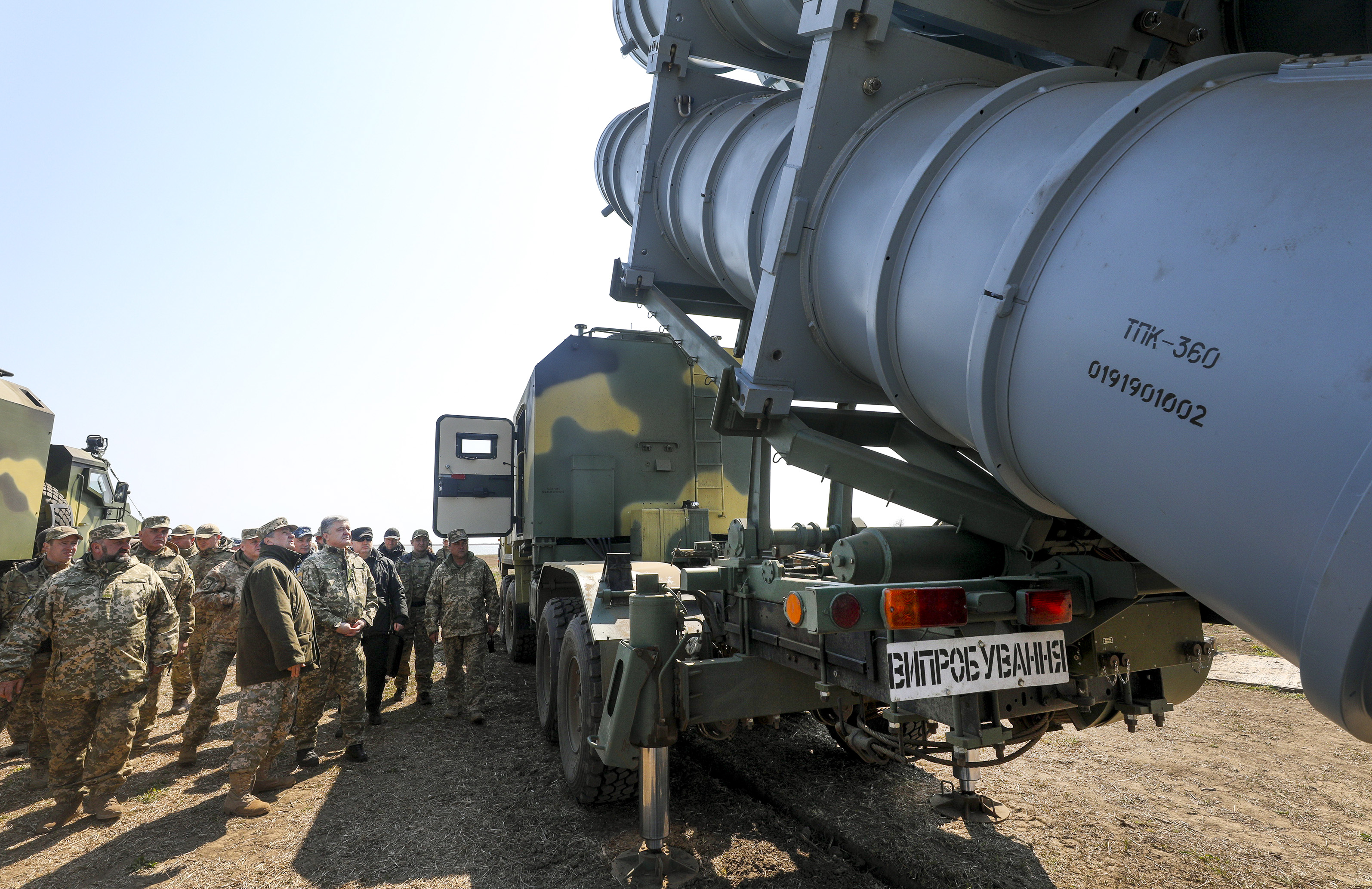
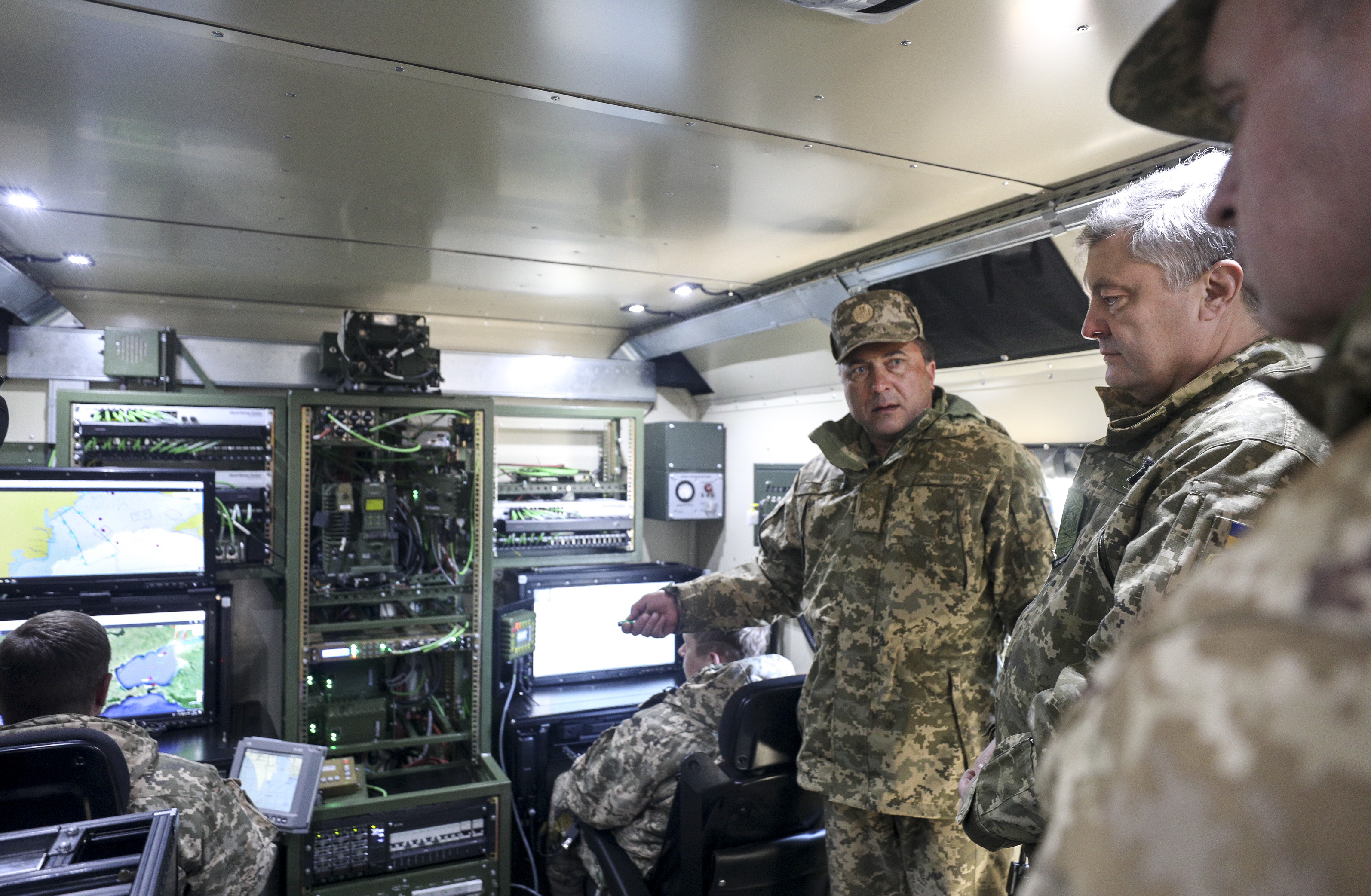
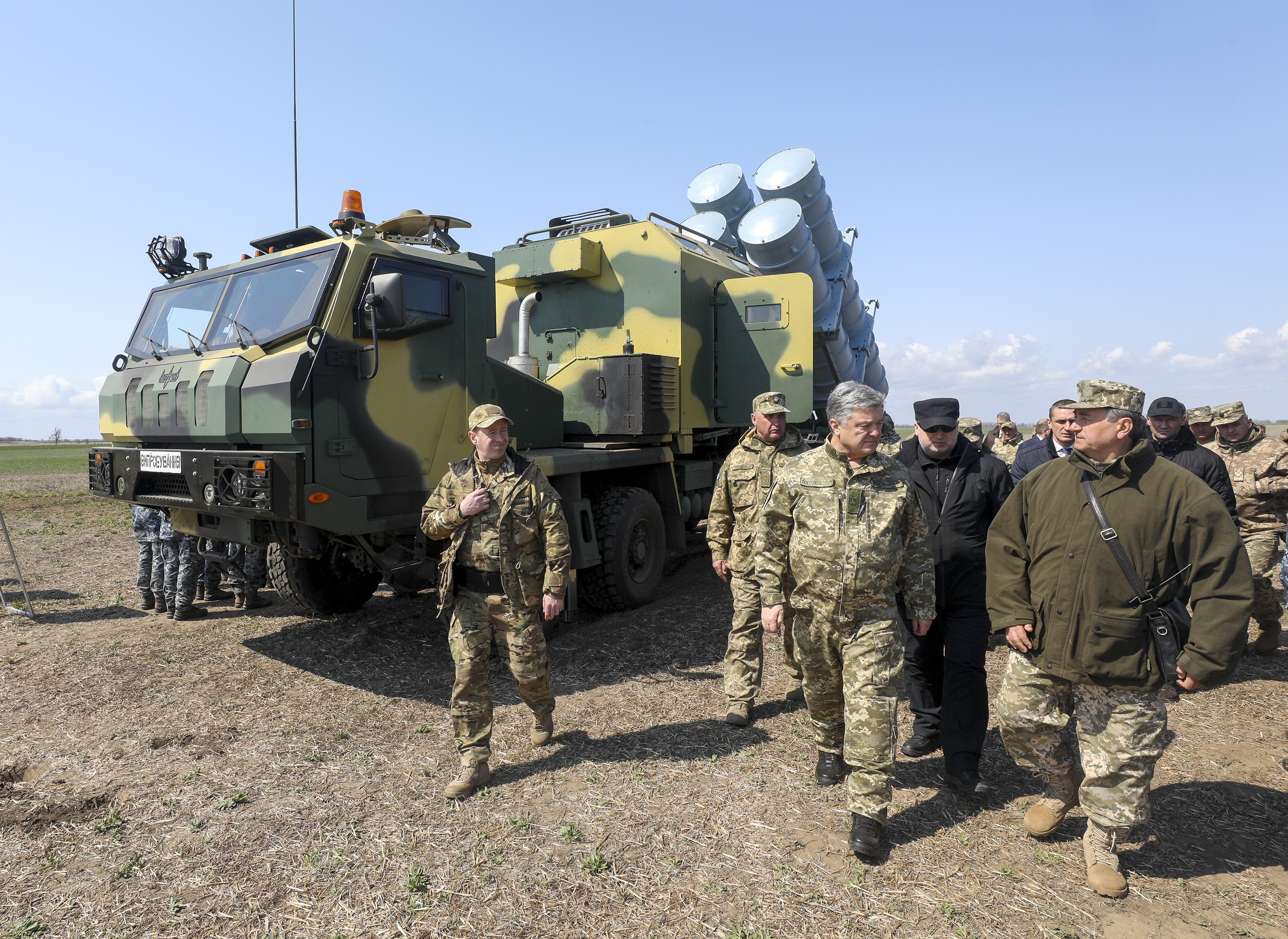
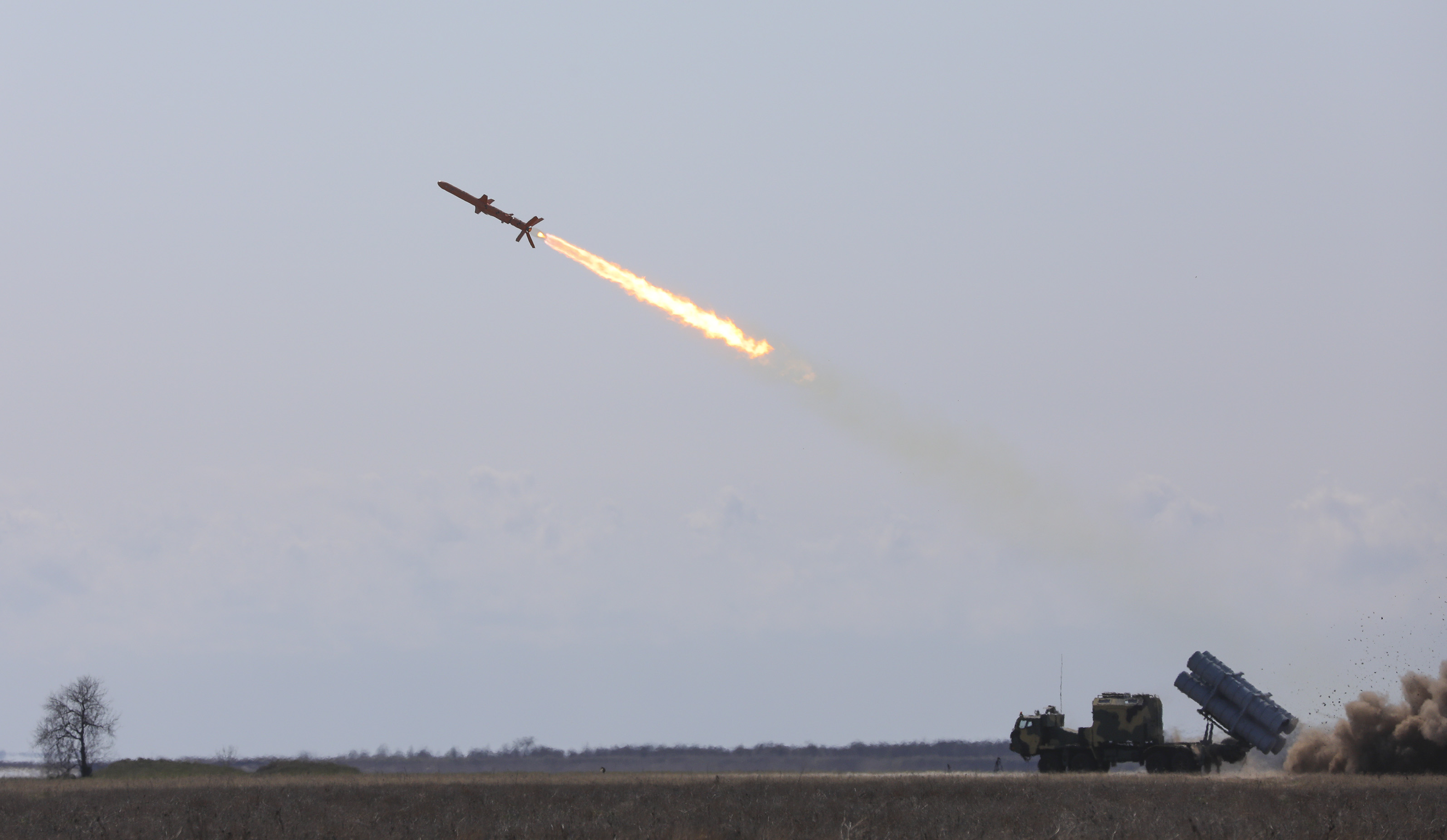